# Оптімус Прайм
О́птимус Прайм (також перекладють як Оптімус Найкращий, англ. Optimus Prime) — персонаж коміксів, мультфільмів та фільмів про трансформерів. Лідер Автоботів, роботів з планети Кібертрон. Оптимус зображається як хоробрий, дужий, мудрий і милосердний лідер. Він має сильне почуття справедливості та праведності і присвятив себе захисту усього життя, зокрема, мешканців Землі. Його найзапекліший ворог — Меґатрон, лідер Десептиконів.

## Короткі відомості
Оптімус Прайм — безперечний лідер автоботів, самовідданий і неймовірно мужній, є повною протилежністю Меґатрона. Спочатку був звичайним роботом, але після певного прикрого випадку став тим ким ми його і знаємо. Він був обраний аби стати лідером, та хранителем Матриці Лідерстава, і повинен був нести свою важку ношу лідерства упродовж усієї війни. Оптимус Прайм і його команда автоботів з'явилися на Землі завдяки Меґатрону, а точніше завдяки пошкодженню, яке завдали їм десептикони Арку.
Кожен нещасний випадок як з боку людей, так з боку автоботів тисне на Оптимуса. Проте він не виявляє це своїм бойовим побратимам, адже автоботам потрібен харизматичний лідер, і це дає Оптимус своїм бійцям. Саме ці його чесноти і можуть врешті решт завершити Велику Війну. На полі бою навряд чи знайдеться суперник рівний Прайму. Він найсильніший з усіх автоботів свого розміру. Прайм пожертвував би своїм життям, щоб захистити підлеглих автоботів, які перебувають в небезпеці, і робить це регулярно. Його співчуття до інших живих істот є його єдиною реальною слабкістю, десептикони користувалися цим не раз … проте це також й джерело сили Прайма.
Оптимус містить в собі Матрицю лідерства. Попри те що Прайм майже в кожному мультфільмі і коміксі має різні історії. Спільним є те що він є лідером автоботів, він захищає і піклується про інші форми життя і готовий боронити їхню свободу. Також Оптимус розуміє, аби убезпечити увесь світ від загрози Меґатрона він повинен зі своїми побратимами розгромити десептиконів. Оптимус це такий собі Кібертронський лицар — він благородний, розумний, вірний і готовий на самопожертву для суспільного блага. Оптимус настільки вірний своїм ідеалам, що не може навіть кинути свого найзапеклішого ворога в біді або завдати удару в спину. Таким чином Оптимус декілька разів рятував життя самому Меґатрону.
Мета Оптимуса Прайма це — мир в усьому світі, задля якого він готовий на все, навіть ціною свого власного життя. Прайм намагається вирішити все мирним шляхом, і за нагоди не застосовувати насилля і зброю. Однак мова дипломатії не завжди дієва, і в хід йдуть кулаки.
Оптимус є представником старого покоління трансформерів, його мудрість немає меж, його прагнення до розвитку і покращення своїх навичок викликає лише захоплення. Також Оптимус має дуже велику фізичну силу і його неймовірна витримка і самоконтроль не раз рятували життя як йому так й іншим автоботам. Але Оптимус Прайм хоч і розумний і сильний лідер автоботів, все ж таки не є невразливим, майже в кожному мультфільмі Оптимус або йде на самопожертву або героїчно гине в битві з ворогом. Однак він відроджується до життя, причому ще більш могутнішим ніж раніше. Після його пробудження бувають різні кінцівки, як добрі так і не дуже, наприклад в G1 в четвертому останньому сезоні Прайм лишається жити і оголошує про нову еру, однак якщо взяти мультфільм The Transformers: Movie там Оптимус гине в героїчній битві. А на прикладі мультсеріалу Прайм Повстання Предаконів він віддає своє життя, за для відродження Кібертрону.

## Біографія

### Transformers: Generation 1
Оптімус Прайм почав своє життя як робот на ім'я Оріон Пакс(Orion Pax) себто в перекладі Оріон Мирний, і цілком виправданно заслужив своє ім'я. Оріон жив в кінці Золотої ери Кібертрона. Він був простим працівником зі складу енергону, і працював з подругою на ім'я Аріель і найкращим другом на ім'я Діон.
За цей час, з'явилося нове покоління трансформерів з новими можливостями. Вони вміли те що не вміли усі інші, це літати і мали здатність до польоту, що Оріону дуже подобалося, а особливо новий непереможний гладіатор Меґатронус він же Меґатрон, лідер нової поки що не чисельної і мало відомої організації Десептикони. Коли Меґатрон, лідер десептеконів, підійшов до складу де працював Оріон, Меґатрон обманом змусив довірливого Оріона показати і відкрити склади з енергом, але коли Оріон все усвідомив все було пізно.
Оріон Пакс намагався зупинити Меґатрона але був смертельно поранений, але не тільки він став жертвою безжального лідера десептеконів ай його дівчина Аріель та його друг Діон. Тіла трьох друзів була віднесено до шпиталю автоботів, де Альфа Тріон вирішив створити нове покоління автоботів-воїнів. Оріон Пакс був реконструйований, і був повернений до життя в новому образі та тілі і отримав нову назву Оптімус Прайм, він накинув на себе мантію лідерства, і громадянська війна на Кібертроні(Велика Війна) вибухнула з новою силою. Дівчина Аріель, було реконструйовано, вона як і Оріон постала в новому тілі і отримала назву Еліта, вона стала опорою Прайма та автоботів на Кібертроні під час війни. Щодо друга Діона нічого невідомо, але фанати подейкують що його також було відновлено і він постав в нову образі як Айронхайд або Ультра Магнус, але доказів ніяких немає.
Оптимус Прайм, лідер автоботів очолив свою місію для пошуку нових джерел енергії для відновлення Кібертрону. Оптимус пообіцяв Еліті, що він повернеться з місії до неї зовсім незабаром, але якраз перед запуском Ковчега, Оптимуса змусили повірити, що Еліта була вбита. Незабаром після його запуску, на Ковчег автоботів напали десептикони зі свого космічного човна на чолі з Меґатроном, десептикони пішли на абордаж зав'язалася сутичка під час якого Ковчег був пошкоджений і почав падати, сила тяжіння Землі почала тягнути Ковчег до себе. І він врізався в Вулкан, минуло чотири мільйони років, і відбулося виверження вулкана, що запустило комп'ютер Телетрон-1 що почав відновлювати життєздатність на кораблі, але випадково почав першими відновлювати десептиконів, Меґатрон зібрав своїх соратників і пішов на пошуки енергону на цій новій багатій планеті.
Але Старскрім, на прощання відкрим вогонь, по вулкану що спричинило обвал і Телетрон-1 почав відновлювати Прайма і інших автоботів. І так почалася нова битва. Битва за Землю. Прайм усіма силами намагається аби ця нова планета не повторила долю Кібертрону. В ході подій на Землі, Прайм прив'язався до нової планети та її жителів, але завжди пам'ятав про Кібертрон, і плекав надії про його відродження. В перші роки війни на Землі, Оптимус завжди був в авангарді, але з часом коли ситуація стабілізувалася, він давав командування іншим автоботам, а приєднувався лише в дуже важливих подіях, або коли в автоботів було кепське становище. Також Оптимусу Прайму доводилося об'єднуватися з десептиконами проти спільного ворога, наприклад перед загрозою Інсептиконів. Протягом перших двох сезонів, в лідера автоботів в цілому події складалися добре, він зупинив Меґатрон та знищив кристали влади, зупинив повстання Діноботів за допомогою Грімлока, переміг Руйнівника, врятував Бластера і Космоса від десептиконів на Місяці, за допомогою Омеги Суприма і врешті решт врятував Пресептора та іншим трансформерів від космічної хвороби Іржі. Протягом наступних двадцяти років, десептекони взяли болючий для автоботів реванш вони повністю захопили Кібертрон, хоча автоботи вели партизанську війну і не полишали надію.
Прайм почав будувати план щодо відновлення війні вже безпосередньо на Кібертроні, і почав збирати і копити енергон для цього. Проте про це дізнався Меґатрон, і вирішив напасти на місто Автоботів, котрим у той час командував Ультра Маґнус, попри добре і вміле командування сили були нерівні оборона почала послаблюватися, і Маґнус надав сигнал про допомогу, на цей сигнал відгукнулися інші автоботи на чолі з Оптимусом, в ході битви за місто в 2005 році, Оптимус Прайм був смертельно поранений, однак він виграв поєдинок з Меґатроном, але так і не зміг оправитися від поранення і передав Матрицю Лідерства Ультра Маґнусу.
Оптимуса похоронили з усіма почестями з іншими Праймами. Пізніже він був повернений до життя Квінтессонами і був перетворений в зомбі, Його руками Квінтесони бажали знищити автоботів і десептеконів а особливо прибрати з дороги нового лідера автоботів Родімуса Прайма, однак колишній лідер міг ще контролювати себе, і вирішив піти на самопожертву і направив свій космічний човен на Сонце. Двома роками пізніше, у Всесвіт були викинуті бацили Чуми Ненависті, котра викликала епідемію, і загрожувала знищити все живе у Світі. Прайм був вдруге повернений до життя, оскільки він єдиний, хто міг зупинити Чуму використав силу Матриці Лідерства.
В 2007 році, на місто Автоботів здійснюється напад і викрадається ключ. Прайм йде слідом за вже Гальватроном, в ході подій Оптимус з'ясовує що є можливість відродити життя на Кібертроні, завдяки своїм земним друзям та автоботам йому це вдається. Оптимус Прайм оголушує автоботам, що хоча Велику Війну виграли автоботи, десептикони все ще є, і загроза нікуди не зникла. В кінці Прайм оголошує про зародження нової ери на Кібертроні без воєн і тиранії, нова Золота Ера на Кібертроні.

### Transformers: The Movie
В мультфільмі, ми бачимо Прайма одразу, коли він відає наказ Айронхайду. Потім ми бачимо Оптімуса, коди вже трапилася атака на Автобот-сіті, Прайм очолює підкріплення разом з діноботами. Потім, вступає в бій з Меґатроном, врешті решт перемагає ворога, але був смертельно поранений, причина поранення лежить на Хот-Роду, котрий втрутився в бій. Хоча Прайм дав чіткий наказ не втручатися. Попри цю прикрість Прайм все одно переміг хоча і ціною свого життя. Наступним лідером автоботів, Оптимус назначив Ультра Маґнуса.

### Transformers: Prime
У давні часи на Кібертроні обіймав посаду архіваріуса і був тоді Оріоном Мирним і дружив з Меґатронусом, котрий був тоді популярним гладіатором і очолював впливову фракцію десептиконів. Разом будували і бачили новий сильний та ще могутніший Кібертрон. Спочатку самого мультсеріалу Прайм говорить що навіть бився пліч о пліч з своїм ідеалом, але також додав що війна заплямовує навіть ідеальних. Після певних подій їх погляди розійшлися, а після початку громадянської війни на Кібертроні Оптимус очолив автоботів, і колишні друзі стали найзапеклішими ворогами. А однією з причину стало те що саме Оптимусу довірили Матрицю Лідерства, Меґатронус зненавидів тоді Прайма і його однодумців, став переконаним в тому, що його ненависть погасне лише тоді, коли іскра Прайма згасне навіки.
Але війна не стоїть на місці, в пошуку енергії і припинення війни автоботи на чолі з Оптимусом Праймом опинилися на планеті Земля, Оптимус очолює загін з довірених і вправних бійців серед них Кліфджампер(Скелелаз), Арсі, Бамбелбі (Джмель) Балкхед(Бронещит) Ретчет(Храповник). В кінці першого сезону, використавши свою найсильнішу зброю, Матрицю Лідерства він переміг Юнікрона, але це спричинило настільки великі затрати сил та енергії що в Прайма трапилася амнезія, і він пам'ятав себе лише в часи Золотої Ери, коли він ще був Оріоном Паксом, а про громадянську війну ніхто й не чув. Меґатрон, швидко зрозумів що трапилося і заманив Оптимуса до себе, аби той вишукував для нього на Землі могучі старовинні артефакти, проте згодом завдяки його все ще вірним автоботам та земним друзям вони допомогли Прайму все згадати.
У заключній серії другого сезону Оптимус Прайм разом з усією своєю командою повертається з Землі на рідну планету, де розгортається запекла битва з десептиконами. Автоботам, очолюваним Праймом, вдається відбити у противника Омега- Ключі — найцінніші артефакти Кибертрона. Але коли Мегатрон захоплює в заручники Джека, Міко і Рафа, погрожуючи прикінчити їх, якщо йому не повернуть ключі, Оптимус змушений поступитися. Таким чином, результат бою виявляється плачевним для автоботів Омега- Ключі вони втратили, їх земна база виявлена Мегатроном і знищена, а сам Оптимус, важко поранений, врятований Смоукскріном і захований в печері. На початку вже третього сезону виконувачем обов'язків командира став Ультра Магнус. Однак за допомогою найпотужнішого з кібертронских артефактів Молота Солус Прайм, викраденого Смоукскріном з корабля десептиконів, Оптимус відновлює свої сили і повертається на пост лідера автоботів.
У повнометражному мультфільмі Трансформери Прайм: Повстання Предаконів Оптимус Прайм після урочистої церемонії посвячення Бамблбі в лицарі вирушає до зірок в пошуках Оллспарка. Тим часом планету атакує Гальватрон. Повернувшись, Оптимус перемагає його, вигнавши Іскру Юнікрона з його тіла, а потім вчергове жертвує собою заради відродження рідного Кибертрона, занурившись в ядро планети разом з Матрицею і Оллспарком.

### Transformers: Beast Wars
В Звіро Війнах, сам Оптимус Прайм виявляється бездієвим персонажем, хоча і був поміченим в декількох серіях. Основні події до основних дій в мультфільмі Покоління 1, Оптимус Праймал є нащадком Оптимуса і лідером максималів. Згодом по сюжету відкривається, те що знайшовся той самий легендарний космічний човен автоботів Ковчег. На човен автоботів проникає Меґатрон лідер предаконів, та нащадок десептиконів, і знаходить Оптимуса Прайма в беззахисному стані, і вирішує допомогти десептиконам, і вирішує вбити легендарного лідера автоботів, аби покінчити Велику війну, він вистрілює просто в обличчя Прайму, але для того аби врятувати Прайма, його нащадок вбирає в себе його Іскру, потім після його ремонту повертає іскру власнику.

### Transformers: Animated
Це, зовсім новий погляд на світ трансформерів, події відбуваються після Великої війни. Але ключова особливість у тому, що всі старі добре відомі персонажі є в мультфільмі. Спочатку Оптимус Прайм виступає як ще молодий, щойно закінчивший академію Автоботів офіцер. Але перспективне майбутнє було перекреслене прикрим інцедентом, в ході якого зник один з членів експедиції. Оптимуса було назначено командиром групи ремонтників, в один з звичайних днів з командою трапилася пригода котра перевернула майбутнє командира загону, вони знайшли Оллспарка, старовинний артефакт, за якого команда й втрапила в халепу. Однак про артефакт стало відомо і десептиконам, вони почали погоню і лідер десептиконів Меґатрон взяв корабель на абордаж, під час сутички він був пошкоджений. Та аварійно призимлявся на невідому планету, минуло 50 років і випадковий випадок, увімкнув життєздатність на човні, ось так і почалися пригоди Оптимуса та його команди на планеті Земля, протягом першого сезону, автоботи боролися з різними ворогами як з людьми так з десептиконами.
Але наприкінці першого сезону ви'явилося що усі сучасні здобутки людства у світі технологій протягом 50 років, були завдяки деталям та самому Меґатрону, а в останніх серіях ватажок десептиконів постав перед автоботами в оновленому тілі, з метою помсти автоботам а особливо Прайму. Але юній і недосвідченій команді на чолі з Праймом вдається перемогти легендарного ватажка десептиконів. Вже в другому сезоні, до Оптимуса Прайма приїхали давні знайомі головнокомандувач автоботів Ультра Маґнус його помічник Сентенелл Прайм та Джаз, але виявилося що артефакт щез, котрий і був метою прибуття головнокомандувача. Оптимуса залишили на Землі, аби він і надалі боронив цю планету від десептиконів.
Протягом сезону Оптимус зі своєю ватагою дізнався про лихий план Меґатрона, і вдруге вступив в сутичку супроти свого ворога. І навіть в битві з Зорекриком Прайм допомагає Меґатрону, але потім Прайм гірким досвідом дізнався, що допомагати ворогу буває вкрай болюче. Команада Оптимуса була переможена, і здавалося ось-ось і буде кінець. Але док-бот Ретчет, знайшов старого воїна гіганта Омегу Суприма. Котрий і переломив хід подій. І в кінці врятував всіх ціною своєї іскри.

### Trilogy Unicron
В Тріології Юнікрона, Оптимус як то і належить, є лідером автоботів. Ключова особливість Прайма в тріології це його можливість утворювати гештальт як з мініконами так і з трансформерами. Або простіше кажучи, Прайм трансформується в Супер Режими.

### Transformers: Armada
Ми зустрічаємо Прайма, це в першій серії, коли він вступає в сутичку з Меґатроном, аби врятувати людей, та не дозволити йому заволодіти мініконом. Мінікони і стали однією з причин війни, адже надавали трансформерам неймовірну силу. У цій версії мультфільму Опимус Прайм, не дуже відрізняється від оригіналу себто G1 зовнішньо і внутрішньо. Зовнішньо Прайма завжди можна упізнати по кольору і вигляду, і внутрішньо це його прагнення захистити все живе, в тому числі й людей на Землі, ну і, звісно, за його благородними якостями і характером. Головна мета Прайма не дозволити перемогти Меґатрону, але якщо здебільшого в мультфільмах війна між автоботами і десептиконами точилася за Енергон. То в тріології, війна йде за мініконів, котрі як вище зазначено дають приріст силу трансформерам.
Оптимус прибув на Землю з ватагою автоботів, аби не дозволити Меґатрону захопити мініконів. Незабаром Оптимус знаходить свого колишнього партнера мінікона на ім'я Спаркплаг разом з ним Супер Режим Прайм стає ще потужнішим. Також Прайм може утворювати гештальт з Джетфаэром. У цьому мультфільмі Прайм знову іде на самопожертву заради життя інших, приймаючи на себе постріл гармати Меґатрона, інколи Оптимус може бути суворим зі своїми підлеглими, проте його суворість завжди виправдана, і він завжди готовий прийти на допомогу будь кому з автоботів.

### Transformers: Cybertron
Оптимус виступає в ролі, головнокамандувача і лідера автоботів, насувається Чорна Діра, котра знищує все на своєму шляху, Прайм вирішує створити зброю, котра змогла би зупинити Чорну діру, але план не спрацьовує, проте на допомогу приходить Вектор Прайм, він каже, що є ще можливість зупинити небезпеку, яка загрожує Кібертрону, потрібно знайти альфа-ключі — тільки завдяки ним можна врятувати рідний дім. От Прайм і автоботи вирушають на пошуки тих самих ключів.

### Трансформери: Фільми
У фільмі Оптімус Прайм є незмінним лідером автоботів, хоч і зазнав ряд змін, прибувши на землю зі своїми найдовіренішими бойовими друзями Бамбелбі, Джазом, Айронхайдом та Ретчетом. Протягом певних подій, Опимус Прайм вступив в стучку з десептиконом і переміг його. І потім почав наздоганяти колону, вже по прибуттю в Мішен-Сіті Прайм викликає Меґатрона на бій, в ході сутички звісно не без участі головного героя, Оптимус врешті решт отримує перемогу. І в кінці фільму оголошує що автоботи знайшли новий дім.
Минуло два роки після битви між автоботами та десептиконами в Мішин-Сіті, автоботи тепер допомагають урядовій організації НЕСТ виловлювати та знищувати небезпечних для людей десептиконів. Оптимус та його ватага автоботів знайшли та знешкодили двох десептиконів в Китаї, проте старий десептикон розповів Прайму перед смертю про старе велике зло, котре може знову погрожувати Землі. Сема було захоплено в полон, автоботи вирушили його рятувати, Прайм врятував Сема, але був загнаний у пастку. Він хоробро бився, але програв і був вбитий Меґатроном.
Автоботи й люди прибули в Єгипет, на те місце, де буцімто могла бути та зброя, котра могла знищити Сонце, Сем Уітвікі знаходить Матрицю лідерства, котру зберегли перші Тринадцять Праймів, встромивши Матрицю прямо в іскру Прайма, Оптимус повернувся до життя, і почав негайно вести в бій автоботів. Оптимус утворив гештальт з Джетфаєром, та з набуттям нової сили, знищує Фолена і змушує Меґатрона відступити і усіх інших десептиконів. Перемога знову була за автоботами, в цій перемозі Прайм особливо завдячує Сему.
В третій частині фільму, в автоботів відношення з людьми гіршає. Але вони все ще ведуть співрацю, Прайм прибуває в Україну, в сумно звісне місто Прип'ять, де за даними НЕСТ, у Чорнобилі є кібертронський артефакт, в Оптимуса зав'язується сутичка з механізованим червом Дриллером, він відрубоє його частину де знаходиться частина старого кібертронського човна, але Шоквейву вдалося втекти. Прайм вирушає на Луну з Ретчетом, де знаходить свого попередника Сентинела Прайма. Але і не здогадується про велику небезпеку. Коли Оптимус Прайм збагнув що трапилося було вже пізно, а ціна зради занадто вилкою, так починається нова битва не просто за життя а за існування нового дому автоботів. В битві за Чикаго. В боротьбі Прайм знищує Дриллера, але був тимчасово нерухомий. Але потім допоміг автоботам, котрі думали що поразка вже неминуча. Прайм знищив Шоквейва, і зустрівся в поєдинку з Сентенелом Праймом. Але Сентенелл знову переміг Оптимуса, але тут прийшла допомога від кого не очікуєш. Меґатрон допомагає Прайму, але взамін вимагає перемир'я та аби Прайм визнав владу десептиконів. Нащо Прайм відповідає відмовою і знищує Меґтрона, а потім добиває вже пораненого Сентенелла.
У четвертій частині фільму автоботи і їхні лідер Оптимус Прайм переживають далеко не найкращі часи.

## Озброєння
Оптимус Прайм є одним з найсильніших воїнів Кібертрона. Майстерне володіння різноманітними типами зброї, а також потужне озброєння робить його смертельно небезпечним. Так, у мультфільмах його зброя - здебільшого іонний бластер, енергетична сокира або меч та, звичайно, кулаки. Наприклад, в G1, Оптимус має здатність до польоту. В інших мультфільмах цієї здатності без спецзасобів не помічається. У фільмах Майкла Бея зброя хоч і має відтоки до класики, але вони доволі незначні: замість енергетичної сокири Прайм має два енергетичних мечі. В другій частині фільму Оптимус має ще й два гаки, вогнепальна зброя - кулемети або один великий кулемет в Супер Режимі.

## Відеоігри
Оптимус Прайм фігурує в таких комп'ютерних іграх як:
- Transformers: The Game
- Transformers: Revenge of the Fallen
- Transformers: Dark of the Moon
- Transformers: War for Cybertron
- Transformers: Fall of Cybertron
- Transformers: Rise of the Dark Spark
- Transformers: Devastation

## Слабкості
Серед слабкостей, слід відмітити прагнення Прайма до захисту всього живого, саме цим і маніпулюють десептикони. Плюс величезне милосердя, що не характерне для військового лідера, яскравим паралельним прикладом є глава десептиконів, хоча Оптимус був би сам не сам, якби не його високо моральні якості. Також слід відмітити факт, що Прайм завжди йде на самопожертву, знаючи що він є просто незамінним для автоботів. І що за нього охоче піде ціла ватага автоботів на самопожертву. За коміксами Marvel Comics Оптимус таємно приховує в собі невпевненість як лідера так і воїна. Хоча це скоріше стосується Родеймуса Прайма, коли той став новим лідером автоботів.

## Уміння
Серед умінь Оптимуса слід відмітити Матрицю Лідерства, завдяки їй та накопиченими знанням всередині неї. Прайм являє собою небезпечного ворога, особливо це помітно в тріології Юнікрона та його уміння утворювати гештальти.